# Аничково (Липецкая область)
Аничково — деревня Тихвинского сельсовета Добринского района Липецкой области.

## География
Стоит на берегу реки Плавицы. Расположено у южной границы Тихвинского сельского поселения.

## История
Точное время не установлено. Вероятно, возникла во второй половине XVIII века, когда началась активная раздача земель дворянам в бассейне реки Плавица. На карте Менде обозначена как Плавища.
По фамилии владельцев деревня называлась Аничково. Последнее закрепилось в настоящее время.
В 1862 году в деревне было 23 двора, в которых проживали 263 человека.

## Усадьба

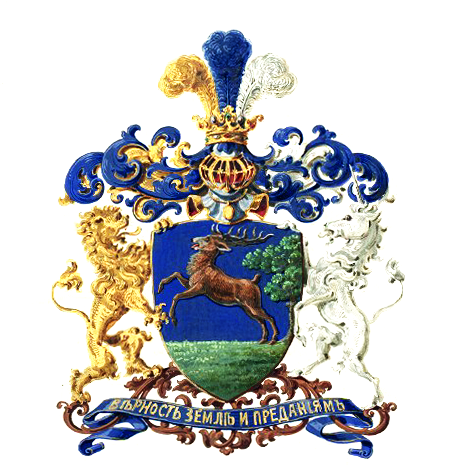
Герб рода Ани́чковых

В деревне располагалось имение дворян Аничковых.
В 1860 году им принадлежали 114 душ мужского пола крепостных крестьян и 16 — дворовых крестьян.

## Население
| 2010 |
| ---- |
| 77   |

## Объекты культурного наследия
- Курган 1  исторический памятник (региональный)
- Курган 2  исторический памятник (региональный)[5]